# Эбро (комарка)
Эбро (исп. Comarca del Ebro)  — район (комарка) в Испании, входит в провинцию Бургос в составе автономного сообщества Кастилия и Леон.

## Муниципалитеты
1. Ахарте
2. Альтабле
3. Амеюго
4. Аньястро
5. Арайко
6. Арана
7. Арментия
8. Аррьета
9. Аюэлас
10. Аскарса
11. Бардаури
12. Байяс
13. Бухедо
14. Бургета
15. Дордонис
16. Энсио
17. Грандиваль
18. Гинисио
19. Эррера
20. Ирсио
21. Ла-Пуэбла-де-Аргансон
22. Мараури
23. Меана
24. Месанса
25. Миранда-де-Эбро
26. Монтаньяна
27. Мораса
28. Морияна
29. Москардор-де-Тревиньо
30. Муэргас
31. Обаренес
32. Обекури
33. Очате
34. Осилья-и-Ладрера
35. Огета
36. Орон
37. Осана
38. Панкорбо
39. Пангва
40. Париса
41. Педрусо
42. Портилья
43. Сахуэла
44. Самияно
45. Сан-Мартин-де-Гальварин
46. Сан-Мартин-де-Сар
47. Сан-Мигель (Бургос)
48. Санта-Гадеа-дель-Сид
49. Сасета
50. Сусана
51. Тернеро
52. Торре
53. Ускияно
54. Вальуэрканес
55. Вальверде-де-Миранда
56. Вильянуэва-Сопортилья